# Сендин и Атенор
Сендин и Атенор (порт. Sendim e Atenor, мирандск. Sendin i Atanor) — район (фрегезия) в Португалии, входит в округ Браганса. Является составной частью муниципалитета Миранда-ду-Дору. По старому административному делению входил в провинцию Траз-уж-Монтиш и Алту-Дору. Входит в экономико-статистический субрегион Алту-Траз-уш-Монтеш, который в свою очередь входит в Северный регион.
Создан путём слияния районов Сендин и Атенор в 2012—2013 гг.
Население составляло 1487 человека на 2011 год (показатель является суммой численности населения существовавших на тот момент районов Сендин и Атенор). Занимает площадь 58,93 км².